# Moisés Caicedo
Moisés Isaac Caicedo Corozo (* 2. November 2001 in Santo Domingo de los Colorados) ist ein ecuadorianischer Fußballspieler, der beim FC Chelsea unter Vertrag steht. Der Mittelfeldspieler ist seit Oktober 2020 A-Nationalspieler.

## Karriere

### Vereine
Der in Santo Domingo de los Colorados geborene Moisés Caicedo entstammt der Jugendakademie von Independiente del Valle, der er im Alter von 13 Jahren beitrat. Sein erstes Spiel in der höchsten ecuadorianischen Spielklasse bestritt er am 1. Oktober 2019 (27. Spieltag) bei der 0:1-Heimniederlage gegen die LDU Quito, als er in der 76. Spielminute für Bryan Rivera eingewechselt wurde. Im verbleibenden Spieljahr 2019 absolvierte er zwei weitere Ligapartien. Bereits zu Beginn der nächsten Saison 2020 zählte der junge Mittelfeldspieler zur Startformation der Negriazules und nahm mit dieser Auswahl an der Copa Libertadores teil. In diesem Wettbewerb gelang ihm am 12. März 2020 beim 3:0-Heimsieg gegen den kolumbianischen Vertreter Atlético Junior sein erstes Pflichtspieltor. In 28 Pflichtspielen sammelte er in dieser Spielzeit sechs Treffer und zwei Vorlagen.
Am 1. Februar 2021 schloss er sich in der englischen Premier League per Viereinhalbjahresvertrag dem Verein Brighton & Hove Albion an. Ende August 2021 heuerte Caicedo dann auf Leihbasis beim belgischen Erstligisten K Beerschot VA für die gesamte Saison 2021/22 an. Bis Jahresende bestritt Caicedo 12 von 14 möglichen Ligaspiele für Beerschot mit einem Torerfolg sowie zwei Pokalspiele mit ebenfalls einem Tor.
In der Winterpause wurde die Ausleihe von Brighton & Hove Albion vorzeitig beendet, da dort Enock Mwepu und Yves Bissouma mit Verletzungen längerfristig ausgefallen waren. Am 9. April 2022 stand er gegen den FC Arsenal das erste Mal für Brighton auf dem Platz.
Mitte August 2023 wechselte Caicedo zum Ligakonkurrenten FC Chelsea, bei dem er einen Vertrag bis zum 30. Juni 2031 mit der Option auf ein weiteres Jahr unterschrieb. Medienberichten zufolge wurde eine Ablöse in Höhe von 100 Millionen Pfund (zu diesem Zeitpunkt rund 115,9 Millionen Euro) fällig, die sich durch Bonuszahlungen um 15 Millionen Pfund (17,4 Millionen Euro) erhöhen kann. Damit wurde der 21-Jährige zu einem der teuersten Transfers der Fußballgeschichte.

### Nationalmannschaft
Am 8. Oktober 2020 gab Caicedo sein Debüt in der A-Nationalmannschaft, die in Buenos Aires am ersten Spieltag der WM-Qualifikation des südamerikanischen Kontinentalverbandes mit 0:1 (Strafstoßtor Messi in der 13. Minute) gegen die Nationalmannschaft Argentiniens verlor. Vier Tage später erzielte er in Quito, beim 4:2-Sieg gegen die Nationalmannschaft Uruguays, im La Casa Blanca sein erstes Länderspieltor.
Mit der A-Nationalmannschaft nahm Caicedo am Turnier um die Copa América 2021 teil, bestritt alle vier Spiele der Gruppe B sowie das mit 0:3 verlorene Viertelfinale gegen den späteren Turniersieger aus Argentinien; ein Tor wollte ihm nicht gelingen.

## Erfolge und Titel
- FIFA-Klub-Weltmeister: 2025
- Conference-League-Sieger: 2025